# Saúl Phillips
Saúl Phillips Fernández (Liberia, 3 de octubre de 1984) es un exfutbolista y entrenador costarricense, naturalizado guatemalteco. Actualmente dirige al Aurora FC de la Primera División de Fútbol de Guatemala.

## Trayectoria
Debutó en el año 2001 con el Deportivo Saprissa, donde permaneció durante 6 años antes de pasar al desaparecido equipo del Brujas FC donde estuvo 2 años y luego pasar al Santos FC. Regresó al Saprissa en 2011 y luego fue contratado por el CSD Municipal. Se destaca por ser un jugador de experiencia, orden, liderazgo. En el 2013 es fichado por la Universidad SC. En 2016 pasa a formar parte de Tipografía Nacional, equipo de la Segunda División recién ascendido de la Tercera División.

## Clubes

### Como jugador
| Club                      | País        | Año       |
| ------------------------- | ----------- | --------- |
| Deportivo Saprissa        | Costa Rica  | 2001-2007 |
| Brujas FC                 | Costa Rica  | 2007-2009 |
| Santos de Guápiles        | Costa Rica  | 2009-2010 |
| Deportivo Saprissa        | Costa Rica  | 2010-2011 |
| Municipal                 | Guatemala   | 2011-2012 |
| Universidad de San Carlos | Guatemala   | 2013-2014 |
| Bayamón F.C.              | Puerto Rico | 2014      |
| Halcones Fútbol Club      | Guatemala   | 2014      |
| Deportivo Mixco           | Guatemala   | 2015-2017 |
| Juventud Pinulteca FC     | Guatemala   | 2021      |

### Como entrenador
| Club                  | País      | Año  |
| --------------------- | --------- | ---- |
| Juventud Pinulteca FC | Guatemala | 2023 |

### Como segundo entrenador
| Club               | País      | Año           |
| ------------------ | --------- | ------------- |
| C. S. D. Municipal | Guatemala | 2022-presente |